# Kevin Hearne
Pour les articles homonymes, voir Hearn.
Œuvres principales
- The Iron Druid Chronicles

Kevin Hearne, né le 9 décembre 1970 en Arizona, est un auteur américain de fantasy urbaine,.

## Biographie
Kevin Hearne est diplômé de l'université du Nord de l'Arizona ; il a enseigné l'anglais en collège avant quitter le Colorado pour l'Arizona avec sa femme et sa fille.
Il est l'auteur de huit romans publiés aux éditions Del Rey dans la série The Iron Druid Chronicles, et du roman Star Wars L'Héritier des Jedi.
Son roman Tricked a figuré sur la liste des meilleures ventes du New York Times, tandis que Shattered est le premier à avoir été publié en couverture rigide et a figuré sur la liste des meilleures ventes de USA Today.

## Œuvres

### SérieThe Iron Druid Chronicles
Les romans et nouvelles de cette série mettent en scène Atticus O'Sullivan, un véritable druide d'origine celte vivant dans un monde similaire au nôtre mais dans lequel les créatures surnaturelles existent (loups-garous, goules, vampires...) ainsi que les représentants de divers panthéons.

#### Romans
1. (en) Hounded, 2011
2. (en) Hexed, 2011
3. (en) Hammered, 2011
4. (en) Tricked, 2012
5. (en) Trapped, 2012
6. (en) Hunted, 2013
7. (en) Shattered, 2014
8. (en) Staked, 2016
9. (en) Scourged, 2018

#### SérieInk & Sigil
1. (en) Ink & Sigil, 2020
2. (en) Paper & Blood, 2021
3. (en) Candle & Crow, 2024

#### Nouvelles

##### SérieOberon’s Meaty Mysteries
1. (en) The Purloined Poodle, 2016
2. (en) The Squirrel on the Train, 2017
3. (en) The Buzz Kill, 2019

##### Nouvelles indépendants
- Tome 0,3 (en) The Chapel Perilous, 2013
- Tome 0,4 (en) Grimoire of the Lamb, 2013
- Tome 0,5 (en) Clan Rathskeller, 2011
- Tome 0,6 (en) Kaibab Unbound, 2011
- Tome 3,1 (en) A Test of Mettle, 2011
- Tome 4,1 (en) The Eye of Horus, 2017
- Tome 4,2 (en) Goddess at the Crossroads, 2015
- Tome 4,5 (en) Two Ravens and one Crow, 2012
- Tome 4,6 (en) The Demon Barker of Wheat Street, 2013
- Tome 4,7 (en) Gold Dust Druid, 2017
- Tome 7,5 (en) A Prelude to War, 2015
- Tome 8,1 (en) The Bogeyman of Boora Bog, 2017
- Tome 8,2 (en) Cuddle Dungeon, 2017
- Tome 8,6 (en) Blood Pudding, 2017
- Tome 8,7 (en) Haunted Devils, 2017
- Tome 8,9 (en) The End of Idylls, 2017

### UniversStar Wars
- L'Héritier des Jedi, Pocket, 2017 ((en) Heir to the Jedi, 2015)

### SérieThe Tales of Pell
Cette série est coécrite avec Delilah S. Dawson.
1. (en) Kill the Farm Boy, 2018
2. (en) No Country for Old Gnomes, 2019
3. (en) The Princess Beard, 2019

### SérieSeven Kennings
1. (en) A Plague of Giants, 2017
2. (en) A Blight of Blackwings, 2020
3. (en) A Curse of Krakens, 2023

### Romans indépendants
- (en) The Hermit Next Door, 2024